# Quaquerns
Els quaquerns (en llatí quaquerni), als que Plini el Vell anomena querquerns, eren un poble del nord-oest de la Tarraconense, una subdivisió dels galaics bràcars. Claudi Ptolemeu els anomena Κουακερνοί ("kouakernoi").